# Thismia panamensis
Thismia panamensis là một loài thực vật có hoa trong họ Burmanniaceae. Loài này được (Standl.) Jonker miêu tả khoa học đầu tiên năm 1938.